# لجنة ولاية نيويورك الرياضية
لجنة ولاية نيويورك الرياضية أو NYSAC ، والمعروفة أيضًا باسم لجنة نيويورك الرياضية ، هي قسم من إدارة ولاية نيويورك ‏ التي تنظم جميع المسابقات والمعارض الخاصة بالقتال غير المسلح داخل ولاية نيويورك، بما في ذلك الترخيص والإشراف على المروجين والملاكمين والمصارعين المحترفين والثواني ومسؤولي الحلبات والمديرين ومنظمي المباريات. في عام 2016 ، فُوضت اللجنة بالإشراف على جميع مسابقات فنون القتال المختلطة في نيويورك.
يقع مقر اللجنة في مدينة نيويورك.